# ハンサム・ガイズ
『ハンサム・ガイズ』（はんさむ・がいず、原題：핸섬가이즈、英題：Handsome Guys）は、2024年に製作された韓国のホラー・コメディ映画。長編映画監督デビューとなるナム・ドンヒョプが脚本・監督を務め、映画『ソウルの春』『対外秘』のイ・ソンミン、Netflixドラマ『殺人者のパラドックス』『悪縁（アギョン）』のイ・ヒジュンがダブル主演を果たした。本作はカナダのホラー・コメディ映画『タッカーとデイル 史上最悪にツイてないヤツら』の韓国リメイク作品である。
韓国本国で2024年6月26日に劇場公開された。日本では2025年10月3日より東京・新宿ピカデリーほか全国ロードショー。

## ストーリー
仲良し中年2人組・ジェピル（イ・ソンミン）とサング（イ・ヒジュン）は、念願だった山小屋を買い取り、夢の田舎暮らしのために森へとやってきた。だが2人は旅行に来ていた生意気な大学生グループに殺人鬼と勘違いされてしまう。さらにグループの一員である女子大生・ミナ（コン・スンヨン）が溺れかけていたところを助けたことがかえって一層の誤解を招いてしまい…。

## キャスト
- ジェピル - イ・ソンミン
- サング - イ・ヒジュン
- ミナ - コン・スンヨン
- 地元警察チェ・課長 - パク・ジファン（英語版）
- 地元警察 - イ・ギュヒョン

## スタッフ
- 監督・脚本 - ナム・ドンヒョプ
- エグゼクティブプロデューサー - キム・ウテク、トーマス・オーグスバーガー、ディーパック・ナヤール、イーライ・クレイグ、モーガン・ユルゲンソン
- 日本語字幕 - 三重野聖愛

＊日本配給 - ライツキューブ

## 映画祭・受賞歴
- 第57回シッチェス・カタロニア国際映画祭 - コンペティション部門　観客賞
- 第23回フィレンツェ韓国映画祭 - 審査員賞
- ブリュッセル国際ファンタスティック映画祭2025
- 第18回リスボン国際ホラー映画祭
- 第17回ストラスブール・ヨーロッパ・ファンタスティック映画祭
- 第43回モリンス・ホラー映画祭